# Згорня Яворшиця
Згорня Яворшиця (словен. Zgornja Javoršica) — поселення в общині Моравче, Осреднєсловенський регіон, Словенія. 
Висота над рівнем моря: 572,3 м.